# Sinclair Research

Sinclair Research Ltd es una desaparecida compañía de electrónica fundada por Clive Sinclair en Cambridge, Inglaterra, Reino Unido. Creada originalmente en 1973, no adoptó el nombre de Sinclair Research hasta 1981.

## Historia
En 1980 Clive Sinclair entró en el mercado de las computadoras domésticas con el ZX80 por 99,95 libras (precio en el Reino Unido); en esa época era el ordenador personal más barato a la venta en el Reino Unido. En 1982 el ZX Spectrum vio la luz con un gran éxito, debido a su reducido precio y a la amplia gama de juegos que fueron surgiendo. En 1984 lanza el Sinclair QL, un ordenador con grandes pretensiones que, no obstante, tuvo poco éxito.
Clive Sinclair fue un visionario en su época diseñando un vehículo pionero en el uso de la energía eléctrica (Sinclair C5). Este invento llevó a la compañía al borde de la quiebra debido a que no fue aprobado para circular por su reducida altura, que impedía que vehículos más grandes lo vieran.
Sinclair Research Ltd existe todavía como una empresa dedicada a los inventos. 

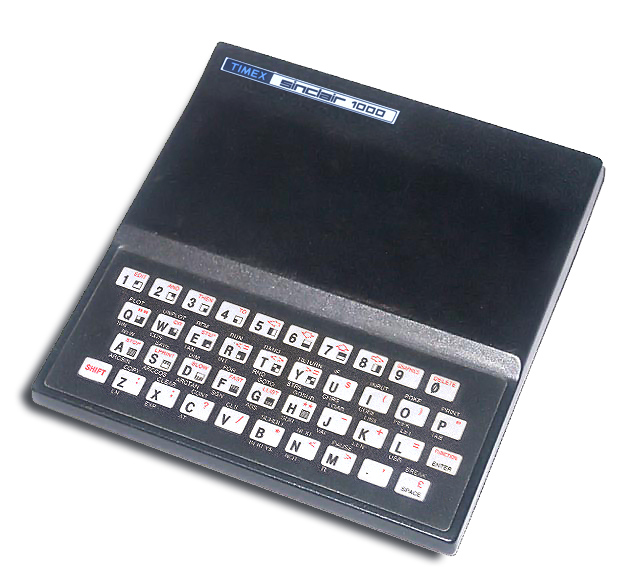
Timex Sinclair, una variación del Sinclair ZX81.